# Poa sandvicensis
Poa sandvicensis är en gräsart som först beskrevs av Heinrich Wilhelm Reichardt, och fick sitt nu gällande namn av Albert Spear Hitchcock. Poa sandvicensis ingår i släktet gröen, och familjen gräs. Inga underarter finns listade i Catalogue of Life.